# Joachim Weickhmann

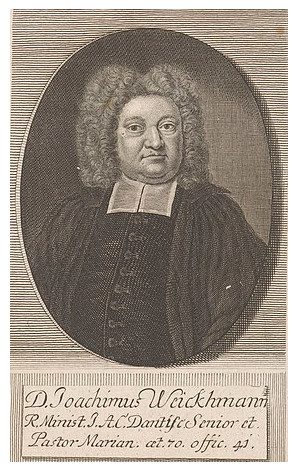
Joachim Weickhmann

Joachim Weickhmann (* 29. September 1662 in Danzig, Polnisch-Preußen; † 15. März 1736) war ein lutherischer Theologe. Er war Hofprediger in Zerbst und Senior des geistlichen Ministeriums in Danzig.

## Leben
Der Vater Johann Leonhard Weickhmann (1630–1688) war ein Kaufmann aus Leipzig, der nach Danzig ausgewandert war, die Mutter Catharina Ravensburg (1631–1711) eine Kaufmannstochter.
Joachim Weickhmann besuchte das Gymnasium in Danzig und studierte seit 1684 evangelische Theologie in Leipzig, seit 1685 in Wittenberg. 1685 erwarb er den Grad eines Magisters und hielt seitdem Vorlesungen an der Philosophischen Fakultät in Wittenberg als Privatdozent.
1691 wurde Weickhmann Pfarrer im nahegelegenen Schmiedeberg, seit dem folgenden Jahr trug er den Titel eines Lizentiaten der Theologie. 1693 wurde er zum Propst in Kemberg ernannt, trat die Stelle jedoch nicht an, ebenso nicht ein Angebot an der Johanniskirche in Magdeburg. Stattdessen wurde Weickhmann 1694 Hofprediger und Superintendent in Zerbst, Pfarrer an der Bartholomäikirche und damit höchstrangiger evangelischer Geistlicher im Fürstentum Anhalt-Zerbst. In diesem Jahr wurde er auch zum Doktor der Theologie in Wittenberg ernannt.
Seit 1705 war Joachim Weickhmann Senior des geistlichen Ministeriums (erster Pfarrer) in Danzig und Pfarrer an der Marienkirche. 1708 lehnte er ein Angebot als Oberhofprediger in Dresden ab und blieb bis zu seinem Tod 1736 im Amt.
Joachim Weickhmann veröffentlichte einige theologische Schriften und Predigten, darunter mehrere Kirchenlieder. Er verfasste selbst keine Texte zu Liedern.

## Familie
Joachim Weickhmann war mit Anna Elisabeth Boeckmann, einer Tochter des Magdeburger Landsyndikus August Boeckmamn, seit 1701 verheiratet. Sie hatten acht Kinder, von denen drei früh verstarben.
- Gottlieb Gabriel Weickhmann (1708–1776), Bürgermeister von Danzig
- Joachim Samuel Weickhmann (1712/14–1774), Propst und Universitätsrektor in Wittenberg